# Coccochondra laevis
Coccochondra laevis är en måreväxtart som först beskrevs av Julian Alfred Steyermark, och fick sitt nu gällande namn av Stephan Rauschert. Coccochondra laevis ingår i släktet Coccochondra och familjen måreväxter.

## Underarter
Arten delas in i följande underarter:
- C. l. laevis
- C. l. maigualidae